# Alan Minter
Alan Minter, född 17 augusti 1951 i Crawley i West Sussex, död 9 september 2020, var en brittisk boxare som tog OS-brons i lätt mellanviktsboxning 1972 i München. I semifinalen förlorade han mot västtysken Dieter Kottysch med 2-3.